# Nerežišća
Nerežišća est un village et une municipalité située sur l'île de Brač en Dalmatie, dans le comitat de Split-Dalmatie, en Croatie. Au recensement de 2001, la municipalité comptait 868 habitants, dont 98,26 % de Croates et le village seul comptait 606 habitants.

## Localités
La municipalité de Nerežišća compte 3 localités : Donji Humac, Dračevica et Nerežišća.